# میروسلاو کرلژا
میروسلاو کرلژا (کرواتی: Miroslav Krleža; ۷ ژوئیهٔ ۱۸۹۳ – ۲۹ دسامبر ۱۹۸۱) نویسنده، شاعر و چهره برجسته فرهنگی اهل پادشاهی یوگسلاوی و جمهوری فدرال سوسیالیستی یوگسلاوی بود.